# Rodney Williams
Sir Rodney Errey Lawrence Williams (født 2. november 1947) er en læge og politiker fra Antigua og Barbuda, der har været Antigua og Barbudas 4. generalguvernør siden 2014.